# Parvis Notre-Dame - Place Jean-Paul-II
Parvis Notre-Dame - Place Jean-Paul II es una plaza o explanada de París situada delante de la catedral de Notre Dame, en su parvis, que tomó el nombre del Papa Juan Pablo II en 2006.

## Ubicación y acceso
Ubicada en la Isla de la Cité, la plaza se extiende sobre el parvis de la Catedral de Notre-Dame. También está presente allí una cripta arqueológica, así como varias estatuas, incluida la de Carlomagno (Carlomagno y sus Leudes).

## Origen del nombre
La plaza rinde homenaje al Papa Juan Pablo II (1920-2005).

## Historia

### Desde elsigloXIIhasta mediados del siglo XVIII
Hasta el siglo XII, la explanada estaba ocupada por la catedral de San Esteban. Al norte de la catedral había una pequeña plaza entre el ábside de la Iglesia de Saint-Christophe y la Iglesia de Saint-Jean-le-Rond. Al oeste, entre la rue Saint-Christophe y la rue Neuve-Notre-Dame, se encuentra la rue de la Huchette.
En 1160 se tomó la decisión de demoler la Catedral de San Esteban para ampliar la Catedral de Notre-Dame. El parvis Notre-Dame se menciona por primera vez en un texto en 1163-1164. Esta explanada estuvo probablemente delimitada desde el siglo XVI por mojones al este, hacia Notre-Dame, y por un pequeño muro llamado «cinturón del Parvis» al norte y al oeste. Su suelo es, desde entonces, más bajo que el de los caminos adyacentes y se desciende por escalones.
Desde 1611 se menciona una estatua que representa un hombre de pie, de origen desconocido y denominada Monsieur Legris o Le Jeûneur. Estaba en los terrenos de la explanada, frente a la entrada del Hôtel-Dieu; hacia 1750, esta estatua desapareció. Entre 1624 y 1628, se construyó en la explanada la fuente del Parvis Notre-Dame, adosada al recinto. Fue reemplazada diez años más tarde por una nueva fuente construida por Christophe Gamard.

En el siglo XVIII, la platea se adosa al cerramiento de la explanada. En 1702, esta plaza, que formaba parte del barrio de la Cité, tenía cuatro casas y cinco farolas.

La explanada con el recinto y la fuente
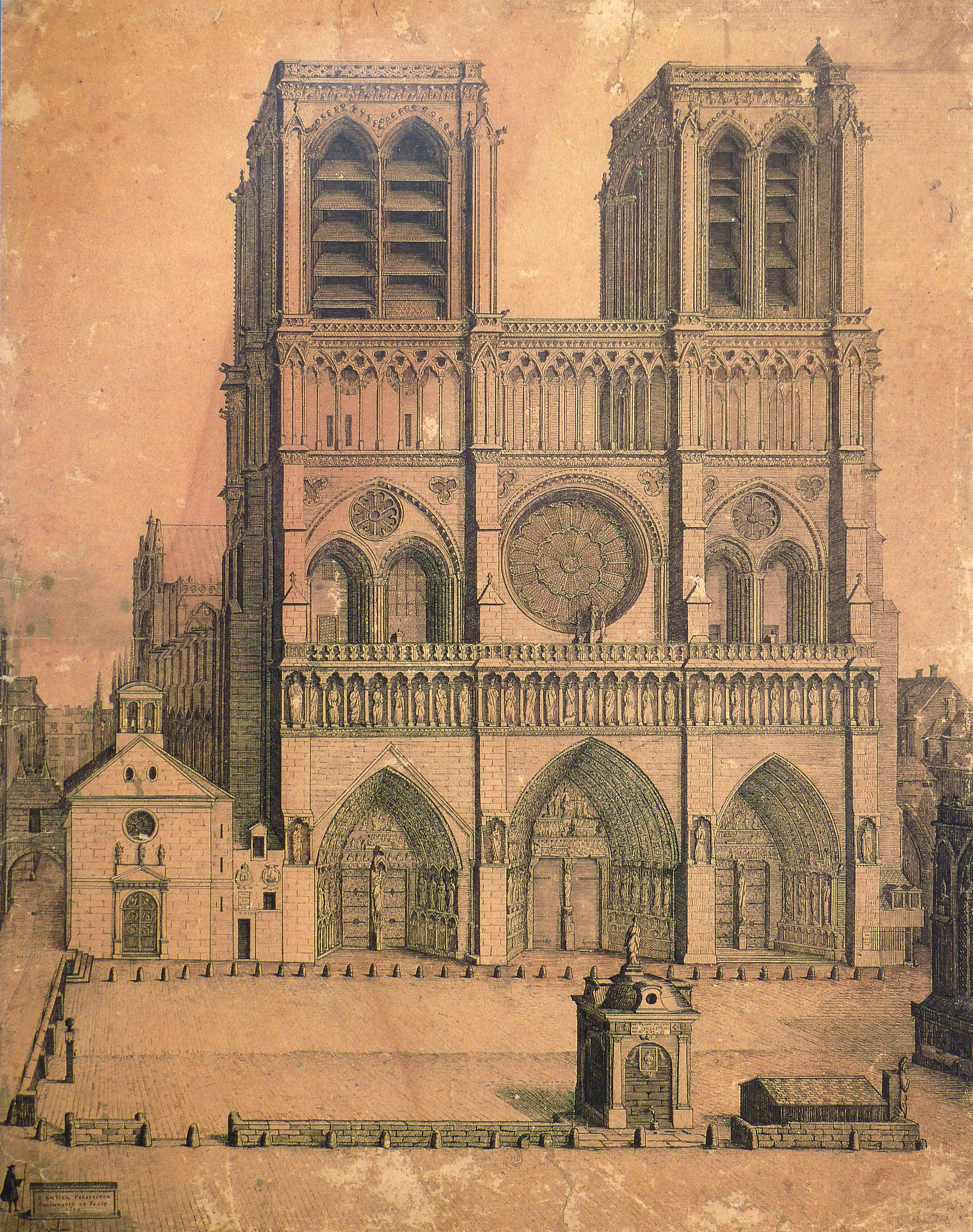
En 1699.
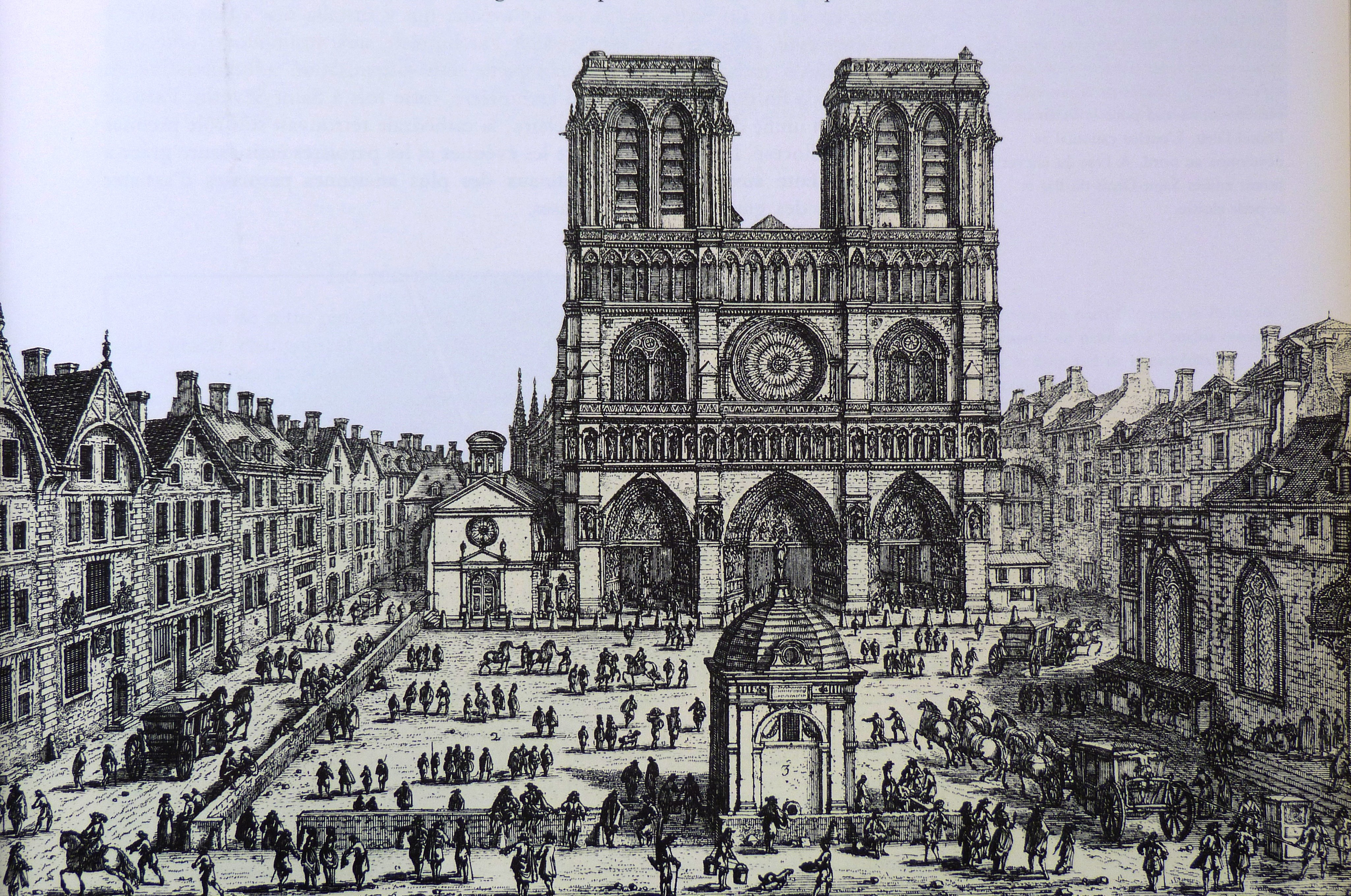
A mediados del siglo XVIII
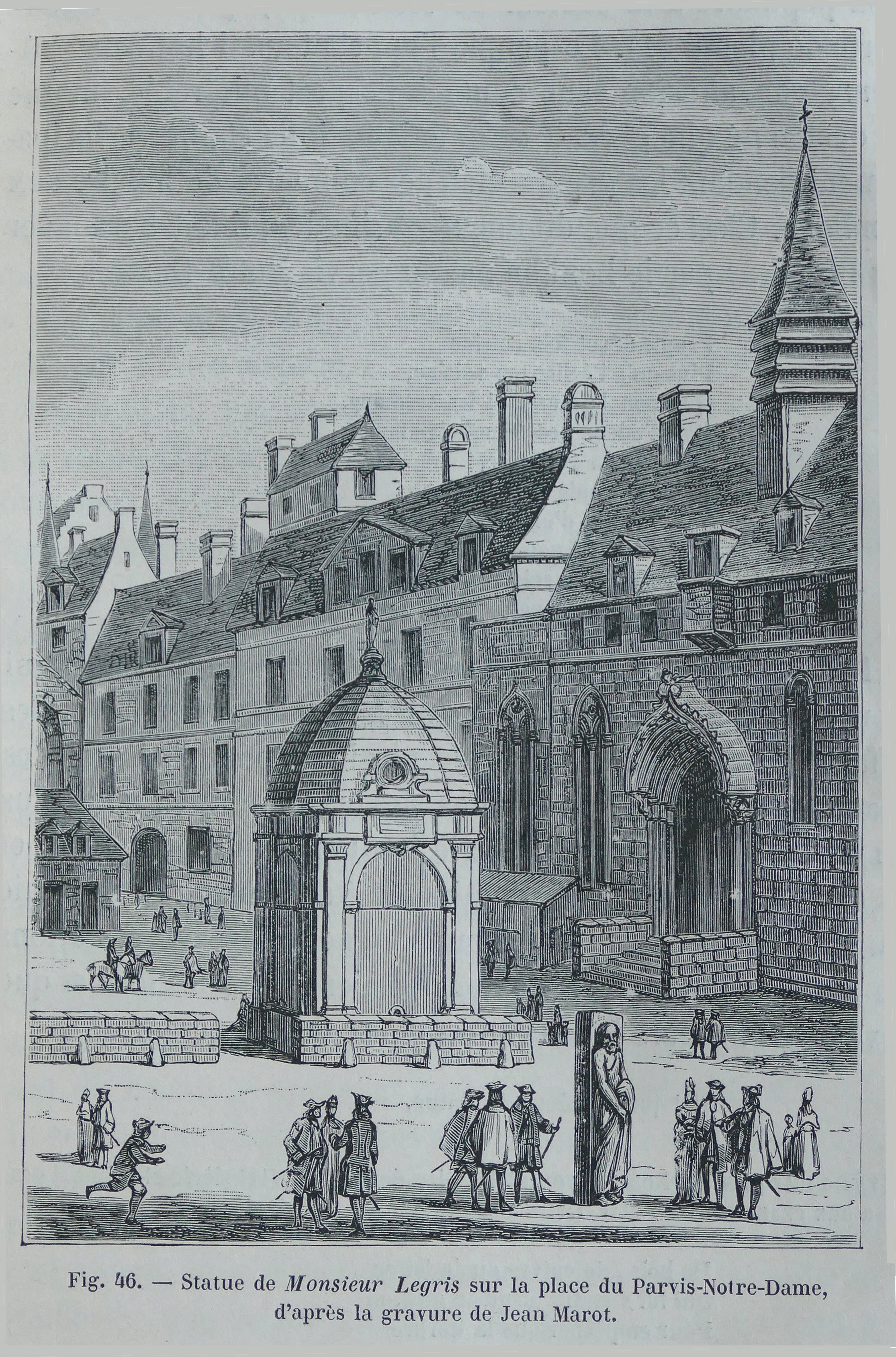
Estatua Monsieur Legris, según un grabado de Jean Marot, Las calles del viejo París, Victor Fournel, 1879.

### Desde mediados del XVIII a mediados del siglo XIX
De 1746 a 1749, las casas ubicadas entre la rue Saint-Christophe, la rue de Venise, la rue Neuve Notre-Dame y el impasse de Jerusalem fueron compradas y luego demolidas para construir el Hospital de Expósitos. Entre 1745 y 1757, los edificios incluidos en la manzana delimitada por las calles Saint-Christophe, de la Huchette, Neuve-Notre-Dame y de Venise, incluida la iglesia de Saint-Christophe, fueron demolidos para despejar el hospital y ampliar la explanada. El recinto que rodea la explanada, los puestos contiguos, la fuente de Gamard y la estatua de la persona que ayuna son destruidos y la rue de la Huchette se incorpora a la explanada. Se realizan importantes trabajos de nivelación : el suelo de la explanada se eleva, mientras que el de las calles adyacentes se baja.

En 1802, la plaza fue nuevamente ampliada, pero esta vez hacia el sureste. La capilla del Hôtel-Dieu fue demolida y Clavareau reconstruyó una nueva entrada en forma de pórtico con columnas dóricas. El hospital, ampliado hacia el oeste en la década de 1780, fue ocupado después de la Revolución Francesa por la administración de Asistencia Pública. Se agregaron dos fuentes a este edificio en 1806.

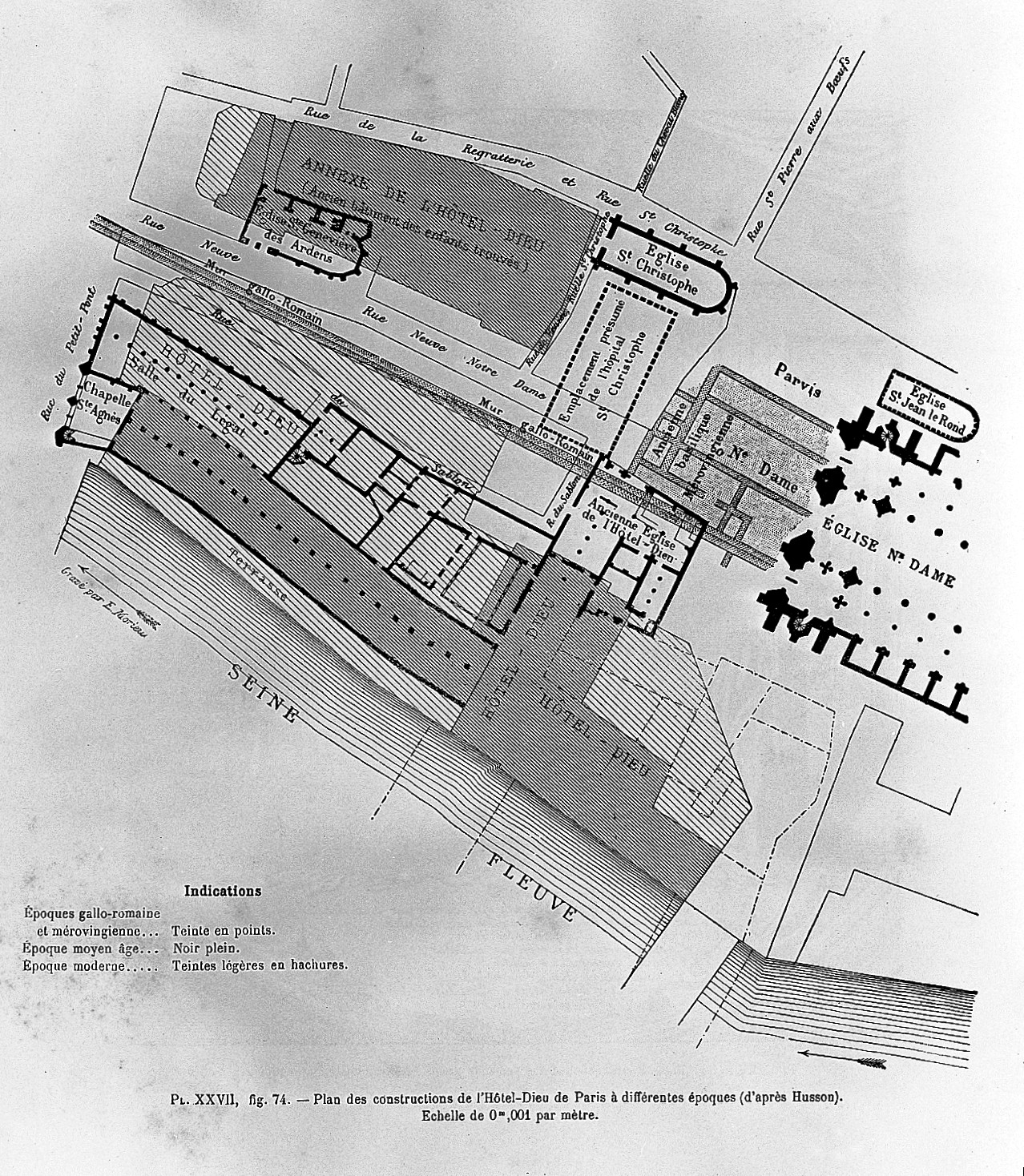
Plano que muestra las sucesivas ampliaciones de la explanada entre el siglo XII y finales del siglo XIX
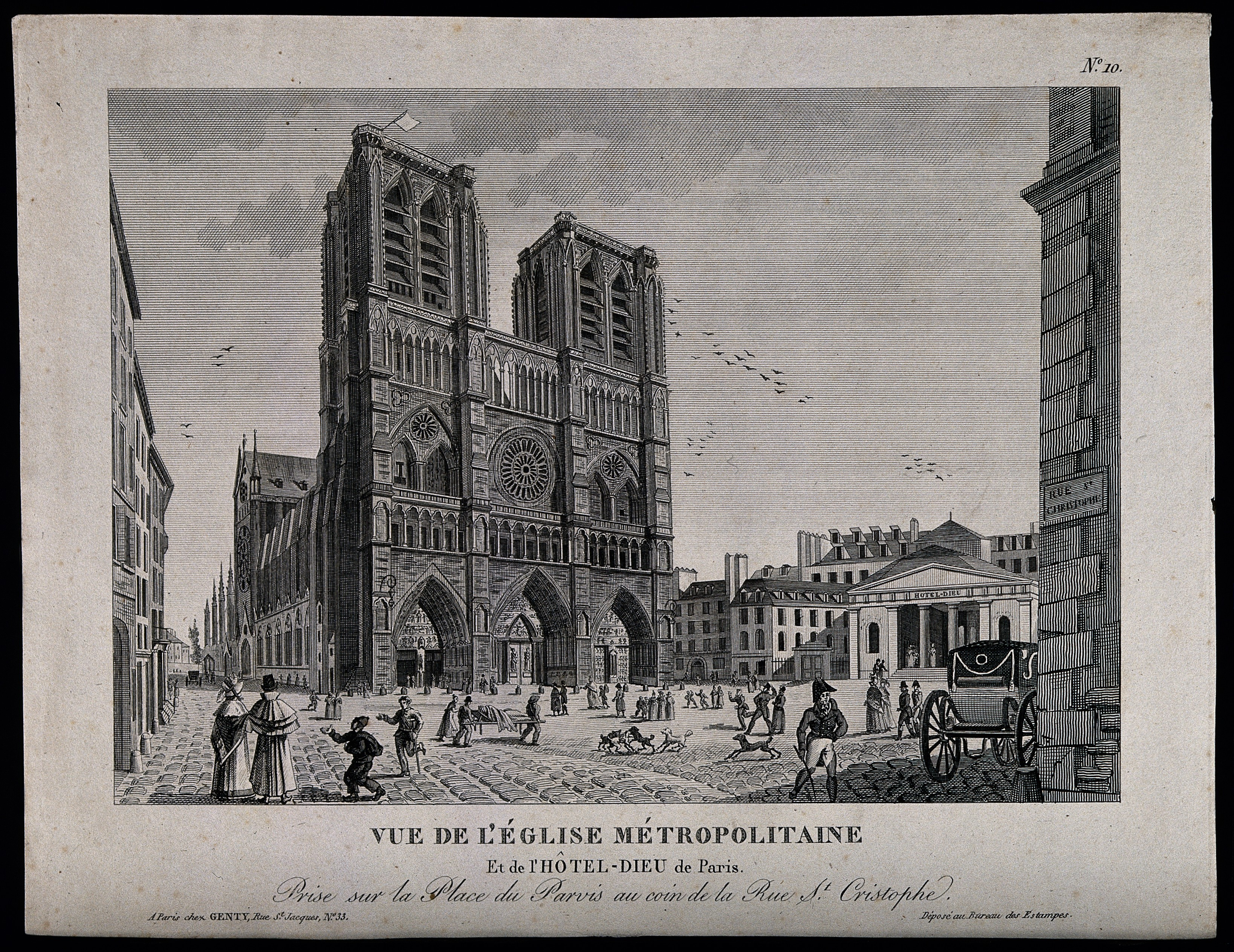
La explanada después de la construcción de la nueva entrada al Hôtel-Dieu.

### Desde mediados del siglo XIX a la Primera Guerra Mundial
La plaza tomó su aspecto actual en los años 1860-1870 como parte de las transformaciones de París bajo el Segundo Imperio. El 22 de mayo de 1865, se declara de utilidad pública la reconstrucción del Hôtel-Dieu en su ubicación actual (al norte de la plaza y ya no al sur). El conjunto de calles situado al norte de la plaza, entre el Sena, la rue de la Cité y la rue d'Arcole fue arrasado entre 1865 y 1867 y en su sitio se erigieron los nuevos edificios del Hôtel-Dieu. El edificio de Asistencia Pública, que se encontraba entre la explanada, la rue de la Cité, la rue Saint-Christophe y la rue Neuve-Notre-Dame fue demolido a su vez el mayo de 1874. Los antiguos edificios del Hôtel-Dieu, ubicado a lo largo del Sena, fueron demolidos en 1877-1878 y reemplazados por una plaza, donde se instaló la estatua de Charlemagne et ses Leudes en 1882.
Los restos de la cripta de la catedral de San Esteban fueron excavados y luego rellenados.
La explanada ahora se extiende entre la catedral, el único edificio anterior a 1860 que ha sobrevivido en elevación, y la rue de la Cité (cuartel de la Ciudad, actualmente sede de la policía). El área de la plaza pasa de unas 0,43 ha a aproximadamente 1,52 ha (incluida la parte de la rue de la Cité que cruza la plaza hacia el oeste).
Esta triplicación de la superficie de la explanada, rompiendo con el París arquitectónico del Antiguo Régimen, fue objeto de críticas por parte de muchos defensores del patrimonio, por ejemplo el conservador del museo Carnavalet Georges Cain que la comparó en 1905 con un «inmensa estepa, helada en invierno, calurosa en verano». El ilustrador y autor Albert Robida lamenta el mismo año: «Todo ha sido arrasado. En lugar de la pequeña plaza de antaño, a la que se accedía tras recorrer lentamente estrechas calles, reservando la sorpresa para el impresionante vuelo del alma de los maravillosos detalles de la fachada, ahora tenemos una inmensa plaza vacía que empequeñece la iglesia, en una plataforma correcta y fría, más gélida aún con los bloques de altas construcciones masivas, enormes y monótonas de cuarteles y el Hôtel-Dieu.». Y Lucien Lambeau, secretario general de la Commission du Vieux Paris, lamentaba que la explanada quedara « atravesada, al ser tan grande, por muchas líneas de tranvía».
En junio de 1914, durante las obras de construcción de una terraplén en la explanada, se desenterraron los cimientos de la antigua iglesia de Saint-Pierre-aux-Bœufs. Dicho terraplén, descrito como un “refugio”, tiene como objetivo brindar seguridad a los peatones contra el riesgo de accidentes automovilísticos, mientras el tráfico aumenta —los semáforos y los pasos de peatones no se desarrollaron hasta la década de 1920—. Los debates que precedieron a este desarrollo habían durado unos treinta años antes de plasmarse concretamente, pues sus oponentes consideraban que distorsionaba el espíritu del lugar, en particular desde el punto de vista de su iluminación, estropeando según ellos la perspectiva hacia la catedral. A principios de la década de 1910, un proyecto, rechazado, preveía instalar un jardín francés en la explanada.

El 11 de octubre de 1914, durante la Primera Guerra Mundial, la catedral de Notre-Dame de París fue atacada por aviones alemanes

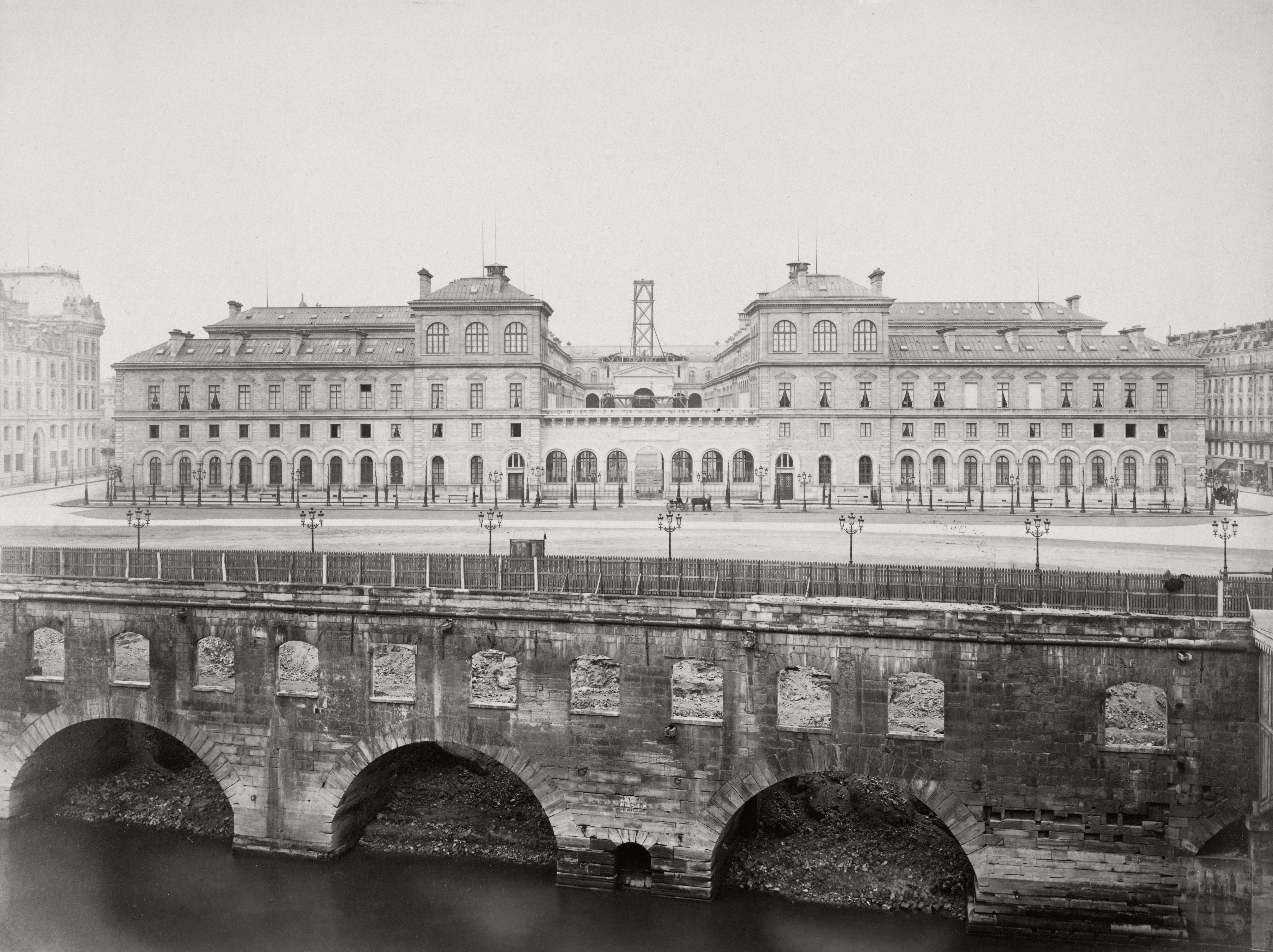
La explanada después de la destrucción del antiguo Hôtel-Dieu y del edificio de asistencia pública.
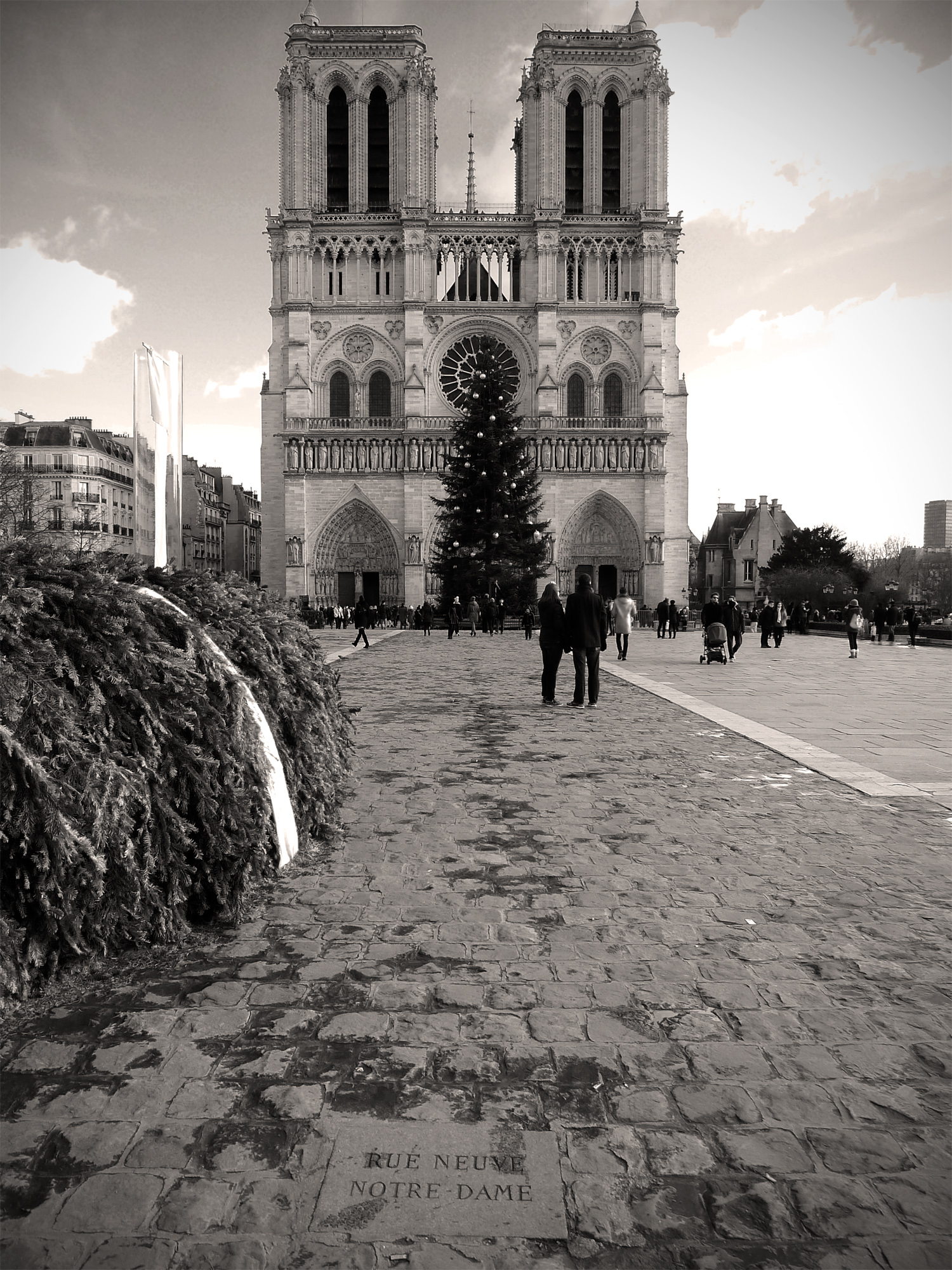
El trazado de la antigua rue Neuve-Notre-Dame.
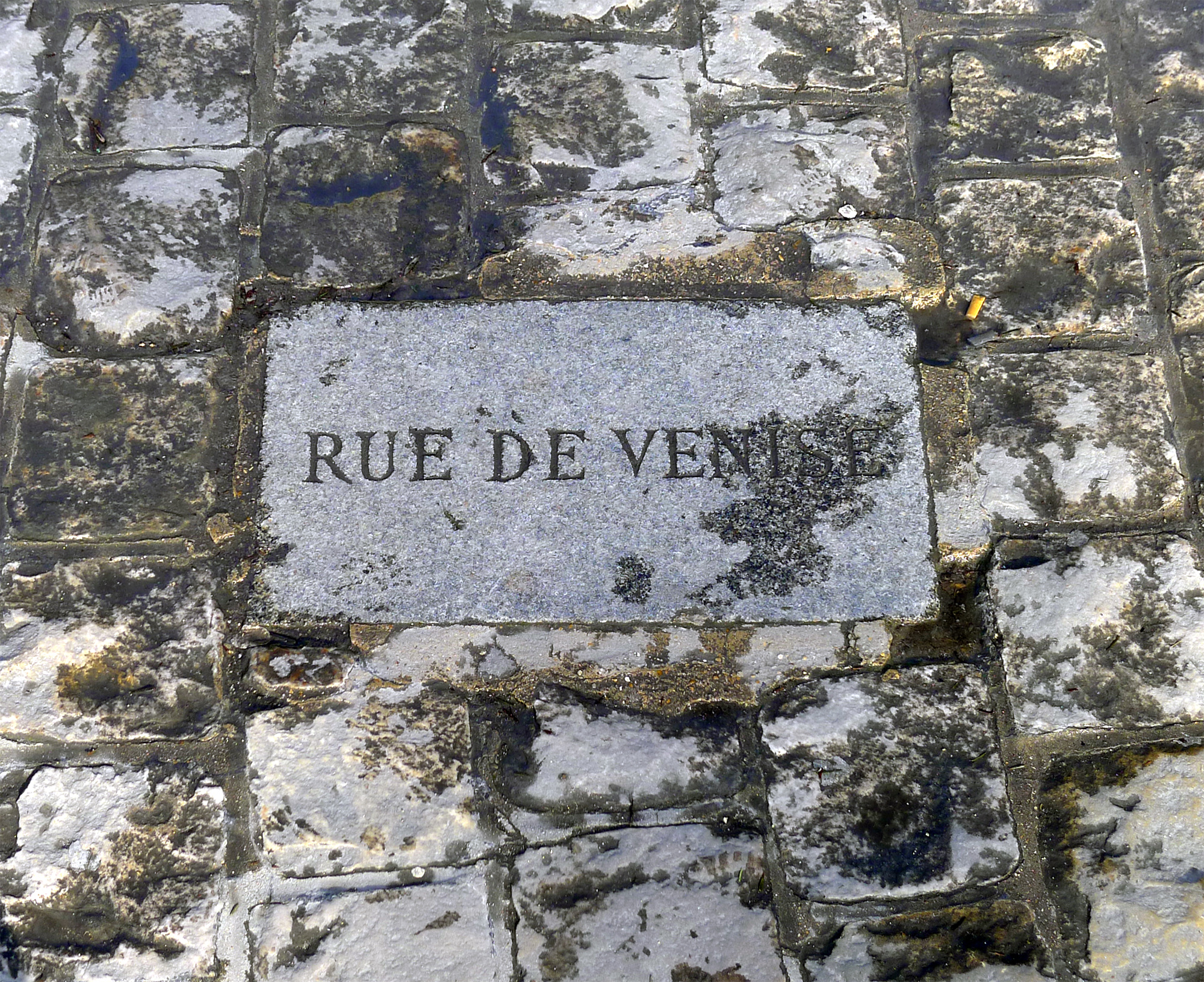
Placa que indica la calle antigua de Venecia.
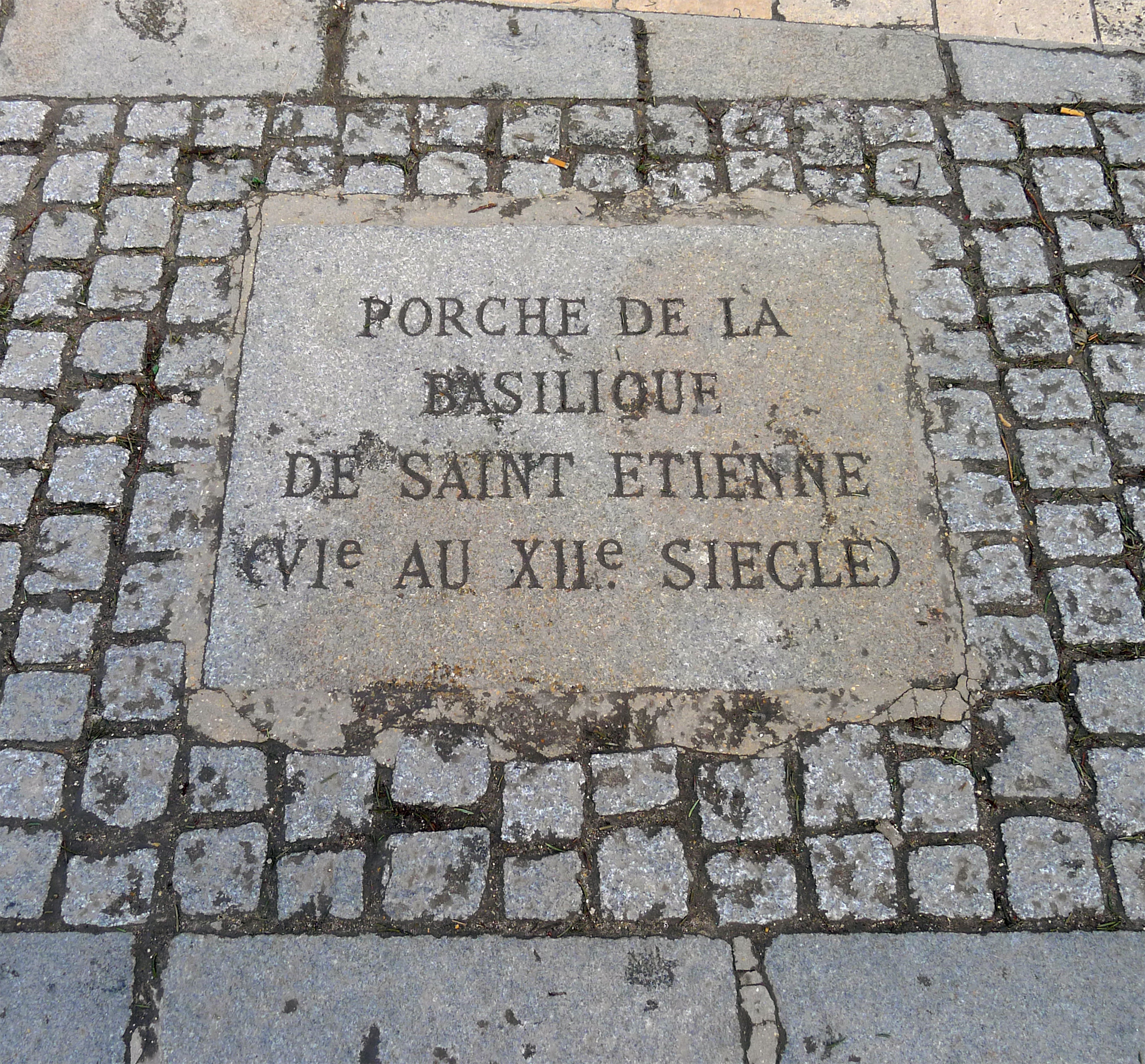
Placa en la explanada de Notre-Dame que indica la ubicación del pórtico de la antigua catedral de San Esteban.

### Segunda mitad delsigloXX
Durante años del desarrollismo, en la época en que el automóvil era todopoderoso, el terraplén central estaba rodeado por un aparcamiento, lo que suscitó críticas ya desde finales de los años 50 en materia patrimonial y cuestionó el futuro de la explanada. Se proponen varios proyectos más o menos realistas: plantar árboles en el lugar de los antiguos límites de la plaza (Yvan Christ), instalar allí un espejo de agua y canalizar el tráfico subterráneo (Paul Maymont) o incluso construir edificios contemporáneos de poca altura (Atelier de planificación de la ciudad de París, el actual Apur). En 1962, el ayuntamiento decidió construir un aparcamiento subterráneo. Dos años después se realizan excavaciones preventivas bajo la dirección del arqueólogo Michel Fleury para exhumar posibles restos. Duran hasta 1975 y resultan fructíferas: «aparecieron los restos de los baños públicos galorromanos, una parte de la muralla del siglo IV, cimientos de casas medievales, edificios del siglo XVIII y hasta las cloacas del siglo XIX». Su importancia condujo en 1967 a la adopción del principio de conservación de dichos vestigios en forma de cripta arqueológica, pero las tergiversaciones sobre el futuro de la plaza misma (¿construir una ruta subterránea? ¿desplazar el aparcamiento?) llevaron a que el sitio quedara inacabado durante varios años, para disgusto de los concejales parisinos. Por la contaminación que generaba, se criticó el tráfico automovilístico a los pies de la catedral, cuya fachada acaba de ser limpiada.
A principios de 1970 se decidió por fin un proyecto: el tráfico vehicular se desvía hacia el oeste de la explanada, por el lado de la Jefatura de Policía, al igual que el ingreso al futuro aparcamiento de 200 plazas en dos niveles, cuyo acceso quedará oculto por una hilera de árboles, junto a la entrada de la cripta, en un discreto estilo contemporáneo. Se abandonó unos años después el proyecto de túnel bajo la desaparecida calle al pie de la catedral, donde se encuentran los restos subterráneos de la antigua Catedral de San Esteban. Los arquitectos André Hermant y Jean-Pierre Jouve son los responsables de la obra. El aparcamiento es inaugurado en 1971 y la explanada, pensada como foro por sus diseñadores (el historiador del arte Yvan Christ habla de “humanizarla”), ya parece gozar de aceptación por la población, como apuntaba Le Monde en 1975 mencionando los jóvenes que allí se dan cita al atardecer. Los contornos de las parcelas medievales quedan marcados por adoquines de colores claros . De la misma manera se hace visible el trazado de las antiguas calles y los contornos de los edificios (catedral de Saint-Étienne, iglesia de Sainte-Geneviève-des-Ardents , etc.) que antes estructuraban el espacio urbano, ocupado ahora por la explanada. La cripta fue inaugurada en 1980 pero las excavaciones subterráneas continuaron hasta 1988, cuando el arqueólogo Wenceslas Kruta desenterró los restos de un muelle del puerto de Lutecia. Para dar cabida a la cripta, la plaza quedó parcialmente sobreelevada. Se instalan bancos de piedra en la misma, y se disponen espacios en varios niveles, delimitados por islotes vegetales. La explanada, de aspecto pétreo y reservada a los peatones, relega el tráfico rodado a su alrededor.

### sigloXXI: cambio de nombre y proyecto de reurbanización
En 2000 se instaló una “Fontaine Millénaire (Fuente del Milenio)” en la intersección de la explanada con la rue d'Arcole.
Desde el 3 de septiembre de 2006, la explanada se llama "Parvis Notre-Dame - Plaza Jean-Paul-II” en homenaje al papa Juan Pablo II que murió el 2 de abril de 2005. Con motivo del cambio de nombre se celebró una ceremonia organizada por el ayuntamiento de París, en presencia del alcalde Bertrand Delanoë, el arzobispo de París Monseñor André Vingt-Trois, el nuncio apostólico Monseñor Fortunato Baldelli, y el clero de París. Este cambio de nombre, por decisión municipal de 13 de junio de 2006, no fue aceptado de manera unánime por la mayoría política municipal, por considerarse contrario al laicismo, y fue objeto de manifestaciones de oposición. La inauguración tuvo lugar bajo estrecha vigilancia policial en un ambiente tenso y fueron detenidas unas cincuenta personas.
En 2015, el presidente de la República, François Hollande, encargó un informe sobre el futuro de la Ile de la Cité al presidente del Centre des Monuments Nationaux Philippe Bélaval y al arquitecto Dominique Perrault, informe que se presentó al año siguiente. Para revitalizar la isla, se propone reemplazar la explanada de Notre-Dame con una losa de vidrio gigante para revelar la presencia de la cripta arqueológica a la vista de todos los transeúntes, idea finalmente rechazada por Emmanuel Grégoire, primer teniente de la alcaldesa de París Anne Hidalgo. Sea como fuere, el aparcamiento subterráneo, ha sido cerrado, y el dúo Bélaval-Perrault planea convertirlo en un área de servicios (“para vestuarios, aseos, recepción, centro de interpretación”) que uniría, como un foro, la cripta, la catedral, el Hôtel-Dieu y la estación de metro de Saint-Michel.
Surgen otras ideas para mejorar el acceso a la catedral, que se considera deficiente (largas colas en la plaza, congestión y confusión entre turistas y fieles), de acuerdo con las nuevas limitaciones (plan Vigipirate) y en conexión con la rehabilitación del monumento, víctima de un incendio en 2019. Así, la asociación Defensa del sitio de Notre Dame y su entorno propone instalar el centro de recepción de turistas en el Hôtel-Dieu. Alguna vez se ha barajado la idea de entrar a la catedral por vía subterránea, pero la propuesta ha sido rechazada por la Iglesia. La asociación “Atelier parisien d’urbanisme (APUR)” aconseja por su parte cerrar al tráfico rodado el último tramo de calle que aún no se había  peatonalizado, al norte de la explanada, ahora que el estacionamiento está cerrado. También ha resurgido la idea de crear un museo catedralicio dedicado a la historia del lugar, tras haber cerrado en 2008 el que existía en el nº 10 de la rue du Cloître-Notre-Dame. Se prevén 50 millones de euros para financiar la remodelación de los alrededores de la catedral, pero dicho importe no es definitivo. El proyecto aún se encuentra en fase de desarrollo y las obras no comenzarían antes de 2024.

En septiembre de 2021 se nombraron oficialmente cuatro equipos multidisciplinarios, que finalmente no incluyen ningún arquitecto famoso. En junio de 2022 se selecciona el proyecto del paisajista Bas Smet : se prevé en particular la unificación del entorno de la catedral mediante una gran zona verde y la conversión del antiguo aparcamiento en un paseo interior que integre las actividades de atención al visitante y una nueva entrada a la cripta ; la obra está prevista para el período 2024-2027.

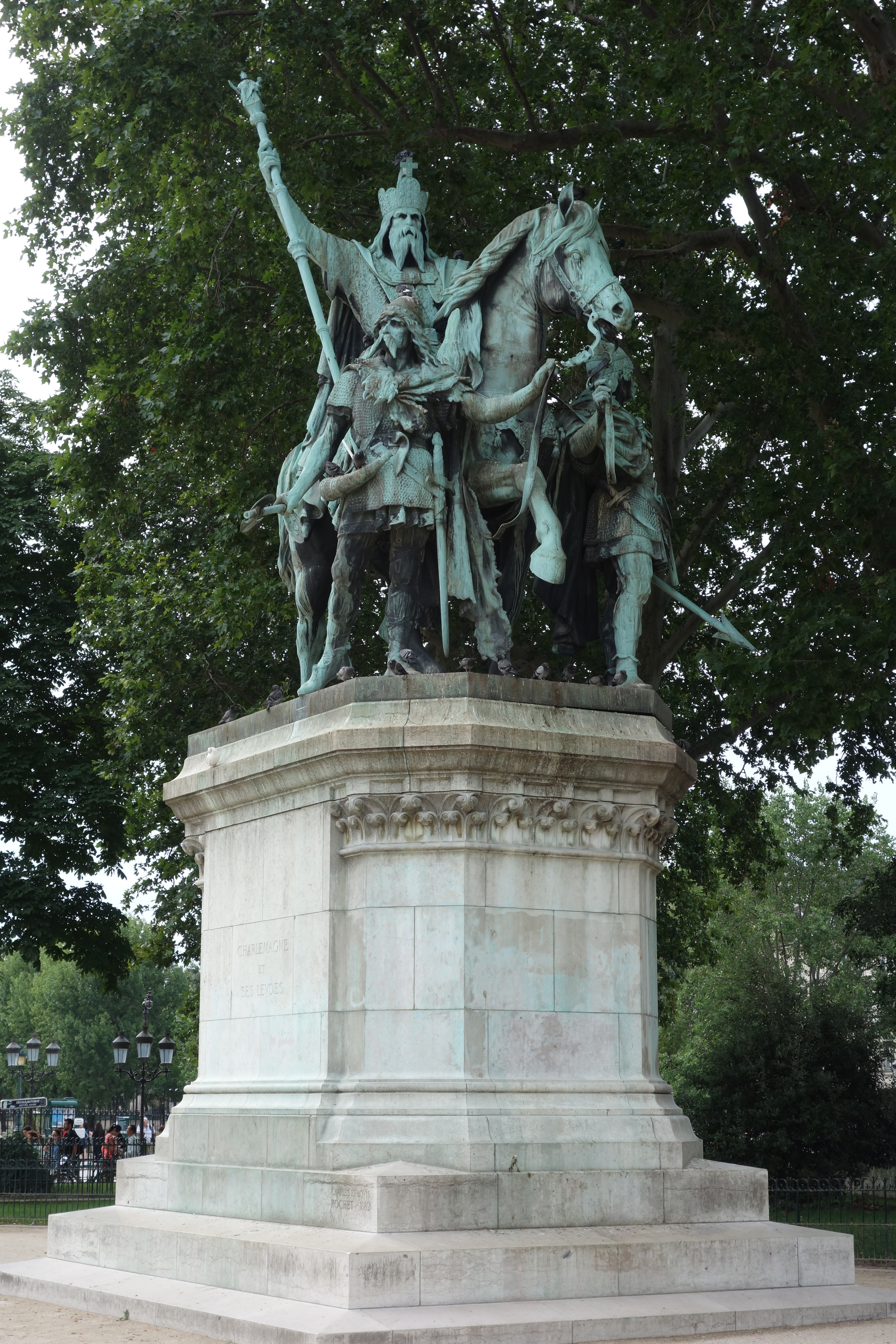
Carlomagno y sus Leudes, obra de Louis Rochet (1813-1878).
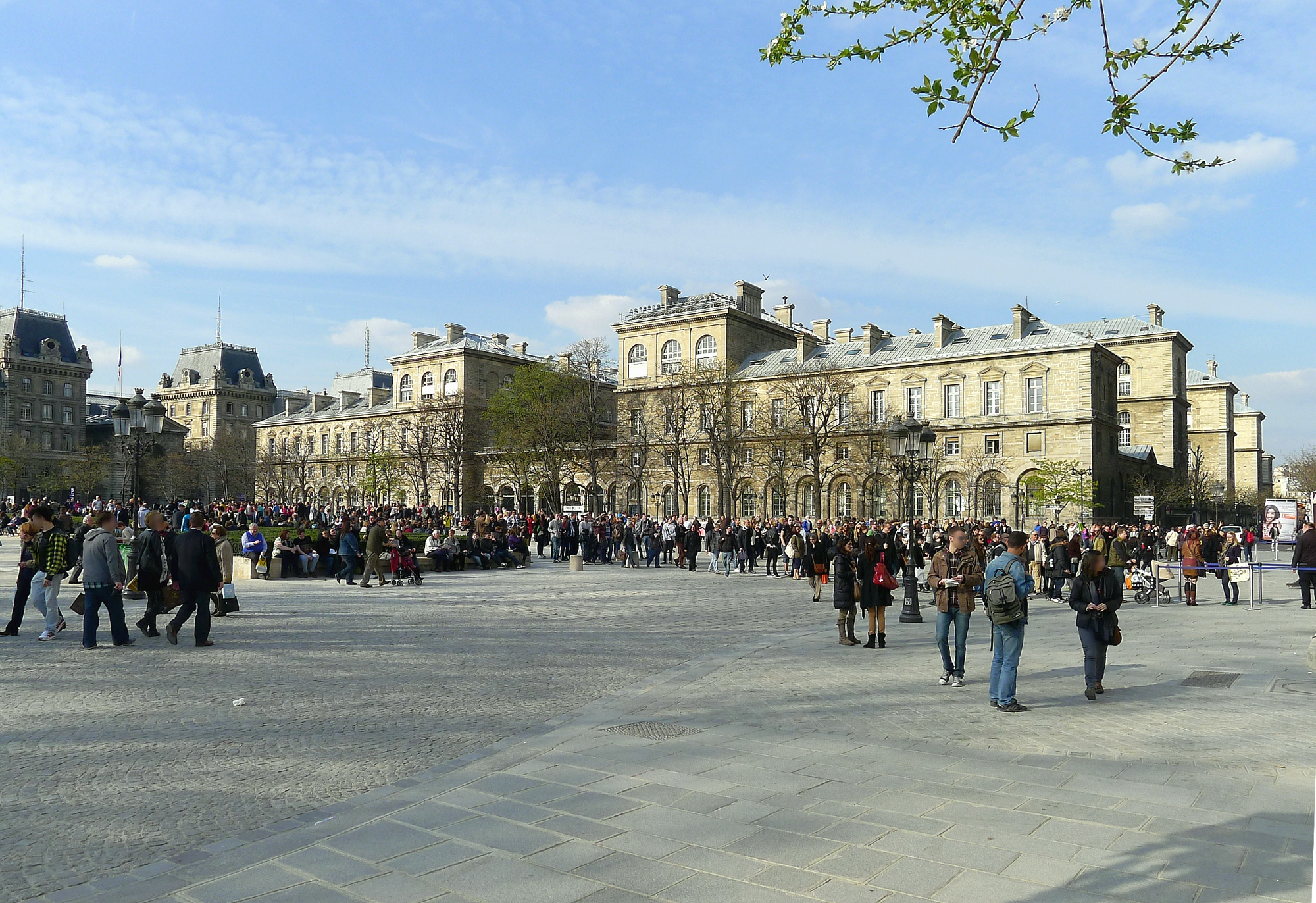
Plaza vista en dirección al Hôtel-Dieu .

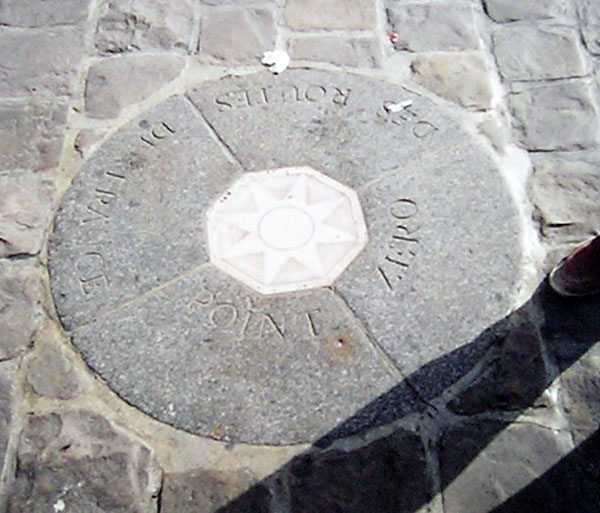
El punto cero de las carreteras de Francia.

## Referencia cartográfica
Frente al portal principal de la catedral había una escalera siniestra, que servía para subir a los condenados a la horca. Esta marca de la alta justicia del obispo de París fue sustituida en 1767 por un yugo que desapareció en 1792. Es a partir de este puesto que comenzó la ruta distancias de Francia. En 1924 se instaló allí un medallón, con motivo de la "punto cero de las carreteras de Francia“, punto de referencia a partir del cual se miden las distancias entre París y otras ciudades.